# Soldado de cuera
1: Chaqueta de cuero 
3: Carabina 
5: Lanza 
7: Adarga 
9: Estribo 

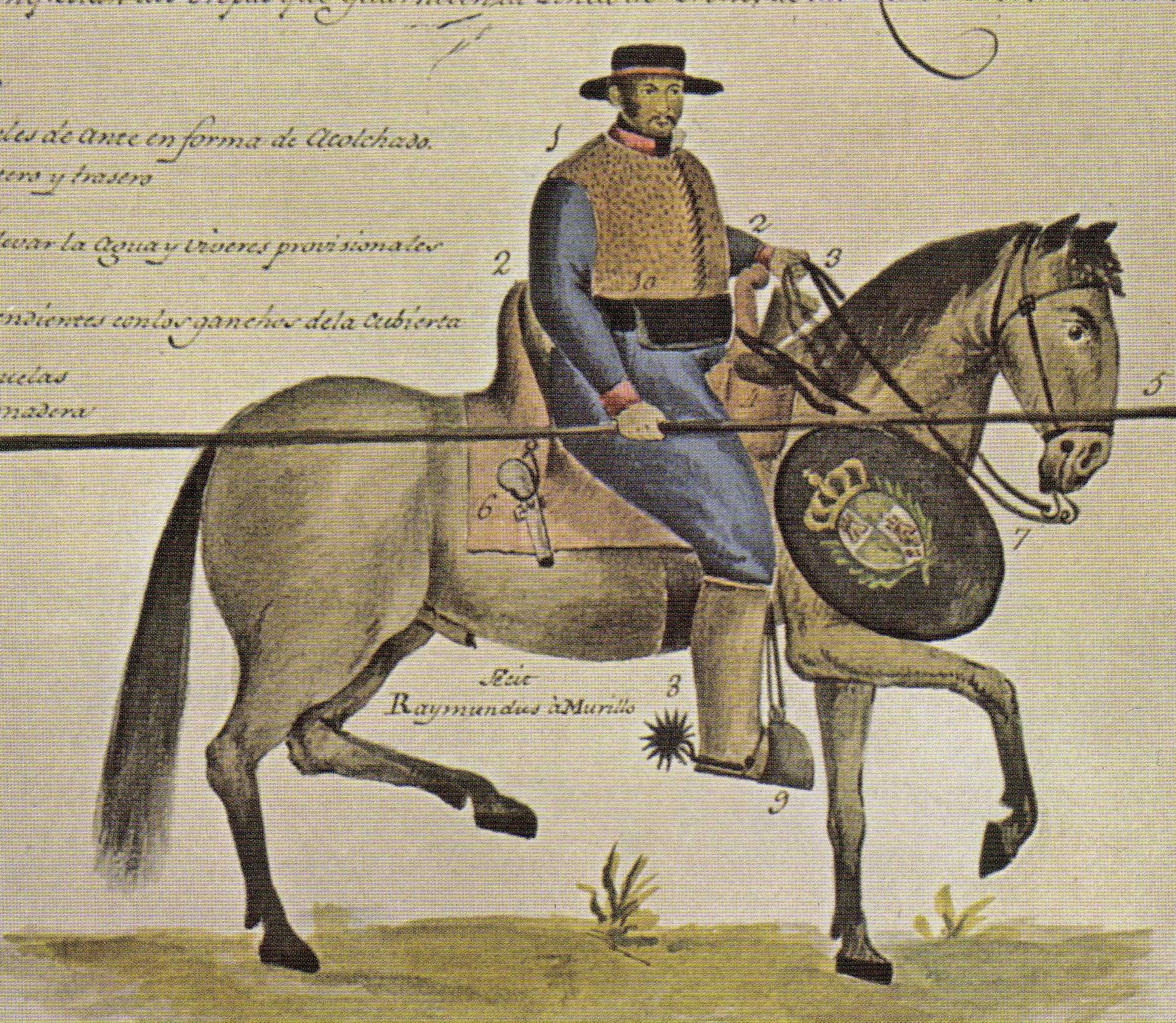
Soldado de cuera: 1: Chaqueta de cuero 2: Silla de montar 3: Carabina 4: Bolsa de la silla 5: Lanza 6: Pistolas colgadas a cada lado de la silla 7: Adarga 8: Botas y espuelas 9: Estribo 10: Cartuchera

Los dragones de cuera, soldados presidiales o soldados de cuera,  eran tropas defensivas creadas por el Imperio español, para la defensa de la frontera de los Estados Unidos actuales, que ocuparon los presidios de la Nueva España. Su nombre derivaba de la cuera, abrigo largo sin mangas constituido hasta por siete capas de piel, con gran resistencia a las flechas de los indios enemigos, que llevaban como protección. Al principio eran usadas solo por los oficiales, pero su uso se extendió a toda la tropa llegando a ser parte del uniforme reglamentario. 

## Historia
Los dragones de cuera diferían del ejército regular español por su contratación y equipamiento. La mayoría eran nacidos en América, normalmente criollos o mestizos. Iban, por supuesto, a caballo y cargaban con un armamento más potente. Mientras un soldado regular español tenía fusil o pica y la espada; los dragones de cuera estaban equipados con lanza y escudo. Además, en lugar de espada ropera o espadín, llevaban la llamada espada ancha, espada típica de la América Española, más corta y apta para punta y corte. Cada dragón de cuera tenía seis caballos a su disposición, un potro y una mula, mientras que un dragón normal solía tener sólo dos.
Los requisitos para el alistamiento como soldado de cuera eran: haber alcanzado los dieciséis años de edad, debía ser de 150 cm de estatura, sano, católico y libre de pecados. Reglamentaciones de uniformidad de 1772 prescriben una chaqueta corta de lana de tela azul con estrechos diferenciales de color rojo y un collar rojo, pantalones azules, una gorra azul, un pañuelo negro, un sombrero con una cinta roja, zapatos y polainas. 
Estaban armados con un fusil corto, un par de pistolas, un arco y flechas, una espada corta, una lanza y un escudo de piel de búfalo . Estos soldados fronterizos fueron reclutados entre la población criolla, mestiza, indios hispanizados y esclavos liberados. La mayor parte de los oficiales eran criollos. Los soldados de cuera manejaban los presidios que se extendían desde Durango, Coahuila, Chihuahua , Texas, Nuevo México, Alta California y Baja California.
Durante y después de la Guerra anglo-española los dragones desempeñaron un papel importante en los conflictos militares dentro del país como la batalla de Puebla durante la intervención francesa, hasta la revolución mexicana. Una de las marchas militares más conocidas en México es la marcha dragona la única usada actualmente por la caballería y las unidades motorizadas durante el desfile del 16 de septiembre para conmemorar el día de la independencia.